# Строївка (Чернігівський район)
Стро́ївка — село в Україні, у Добрянській селищній громаді Чернігівського району Чернігівської області. Населення — 55 осіб. До 2019 року орган місцевого самоврядування — Горностаївська сільська рада.

## Історія
12 червня 2020 року, відповідно до розпорядження Кабінету Міністрів України № 730-р «Про визначення адміністративних центрів та затвердження територій територіальних громад Чернігівської області», село увійшло до складу Добрянської селищної громади.
19 липня 2020 року, в результаті адміністративно-територіальної реформи та ліквідації Ріпкинського району, село увійшло до складу новоутвореного Чернігівського району Чернігівської області.

## Населення
За переписом УРСР 1989 року чисельність наявного населення села становила 92 особи, з яких 37 чоловіків та 55 жінок.
За переписом населення України 2001 року в селі мешкало 55 осіб.

### Мова
Розподіл населення за рідною мовою за даними перепису 2001 року:
| Мова       | Відсоток |
| ---------- | -------- |
| українська | 72,73 %  |
| російська  | 27,27 %  |